# Alessandro Trimarchi
Alessandro Trimarchi (Catania, 24 agosto 1972) è un ex pallavolista italiano, di ruolo libero.

## Carriera
Ha iniziato la sua carriera nelle giovanili della allora Messaggerie San Cristoforo Catania vincendo uno scudetto juniores Under18.
Si trasferisce da Catania, sua città natale, approdando dopo un periodo misto tra professionismo e di lavoro in Telecom Italia, a Modena, quando decide di fare il grande salto nel professionismo del volley approdando proprio alla Daytona Casa Modena, squadra che gli darà la sua prima finale europea di Coppa Cev contro la stessa squadra con la quale disputerà la sua prima finale scudetto vinta poi dalla allora Piaggio Roma Volley che diventerà la sua squadra dalla stagione successiva e con la quale disputerà la sua prima Final Four di Champions League.
Ancora Icom Latina con la quale raggiungerà lo storico traguardo della semifinale in Coppa Italia e nei Play-Off scudetto.
Poi RPA Perugia Volley, nella città umbra arriverà la sua seconda finale scudetto contro la Sisley Treviso.
Nel suo curriculum troviamo anche l'ITAS Trentino Volley con la quale si fermerà però in semifinale ancora una volta contro la Sisley.
L'anno successivo approda alla Lube Banca Marche Macerata per disputare così la sua seconda Final Four di Champions League.